# Vít Jánov
Vít Jánov (* 25. Dezember 1987 in Jablonec nad Nisou) ist ein tschechischer Biathlet.
Vít Jánov ist Student und lebt in seiner Geburtsstadt Jablonec nad Nisou. 2000 begann er mit dem Biathlonsport und tritt für den SKP Jablonex Jablonec n.N. an. Seit 2005 gehört der von Stanislav Řezáč trainierte Sportler dem tschechischen Nationalkader im Biathlon an. Seine ersten internationalen Einsätze bestritt er 2005 im Rahmen der Junioren-Rennen des Biathlon-Europacups, wo er 2006 bei einem Sprint in Ridnaun als Sechstplatzierter eine erste Top-Ten-Platzierung erreichte. Wenig später trat er in Presque Isle bei seinen ersten Junioren-Weltmeisterschaften an und belegte die Plätze 40 im Einzel, 34 im Sprint und 28 im Verfolgungsrennen. Kurz darauf startete er auch bei den Junioren-Europameisterschaften in Langdorf und wurde dort sowohl im Einzel wie auch mit der Staffel Fünfter. 2007 nahm Jánov in Martell erneut an den Junioren-Weltmeisterschaften teil, bei denen er sich auf den Rängen 68 im Einzel, 19 im Sprint, 13 in der Verfolgung und sechs mit der Staffel platzierte. 2008 folgten die Junioren-Weltmeisterschaften in Ruhpolding mit den Resultaten 41 im Einzel, 51 im Sprint, 31 in der Verfolgung und zehn im Staffelwettbewerb. Erfolgreicher verliefen die Junioren-Europameisterschaften des Jahres im heimischen Nové Město na Moravě, wo Jánov sich nach einem 25. Platz im Sprint in der Verfolgung auf Platz sieben verbessern konnte und mit der tschechischen Staffel Fünfter wurde. Es folgte die Teilnahme an den Junioren-Wettkämpfen auf Skirollern bei den Sommerbiathlon-Weltmeisterschaften 2008 in der Haute-Maurienne, bei denen der Tscheche in Sprint und Verfolgung auf den siebten Rang kam.
Während der Saison 2008/09 erfolgte der Wechsel von den Junioren zu den Senioren. Sein erstes Rennen im IBU-Cup der Männer bestritt er in Langdorf und wurde dort 18. eines Sprints und gewann somit gleich im ersten Rennen erste Punkte. In Altenberg konnte der Tscheche 2009 erstmals als Viertplatzierter eines Sprintrennens eine einstellige Platzierung erreichen und zugleich sein bislang bestes Resultat in dieser Rennserie. Erstes Großereignis bei den Männern im Leistungsbereich wurden für Jánov die Biathlon-Europameisterschaften 2009 in Ufa. Im Einzel erreichte er den 12. Platz und wurde im Sprint 29. sowie im Verfolgungsrennen 27. Nächstes Großereignis wurden die Sommerbiathlon-Europameisterschaften 2009 in Nové Město, bei denen Jánov den Platz 33 im Sprint belegte und damit den Massenstart der besten 33 verpasste. Auch 2010 startete der Tscheche bei den Europameisterschaften. In Otepää lief er auf die Plätze 22 im Einzel, 30 im Sprint und 34 in der Verfolgung. Mit Tomáš Krupčík, Ondřej Exler und Vlastimil Vávra belegte er im Staffelrennen den 14. Platz. Nach der EM gab Jánov sein Debüt im Biathlon-Weltcup. Er bestritt seine ersten Rennen am Holmenkollen in Oslo und erreichte im Sprint Platz 52 und qualifizierte sich damit für die Verfolgung, bei der er 53. wurde.

## Biathlon-Weltcup-Platzierungen
Die Tabelle zeigt alle Platzierungen (je nach Austragungsjahr einschließlich Olympische Spiele und Weltmeisterschaften).
- 1.–3. Platz: Anzahl der Podiumsplatzierungen
- Top 10: Anzahl der Platzierungen unter den ersten zehn (einschließlich Podium)
- Punkteränge: Anzahl der Platzierungen innerhalb der Punkteränge (einschließlich Podium und Top 10)
- Starts: Anzahl gelaufener Rennen in der jeweiligen Disziplin

| Platzierung                      | Einzel | Sprint | Verfolgung | Massenstart | Staffel | Gesamt |
| -------------------------------- | ------ | ------ | ---------- | ----------- | ------- | ------ |
| 1. Platz                         |        |        |            |             |         |        |
| 2. Platz                         |        |        |            |             |         |        |
| 3. Platz                         |        |        |            |             |         |        |
| Top 10                           |        |        |            |             |         |        |
| Punkteränge                      |        |        |            |             |         |        |
| Starts                           | 1      | 2      | 1          |             |         | 4      |
| Stand: nach der Saison 2010/2011 |        |        |            |             |         |        |